# Michael B. Jordan
 Ikke at forveksle med Michael Jordan.
Michael Bakari Jordan (født 22. august 1987 i Santa Ana i Californien) er en amerikansk skuespiller.

## Karriere
I 2001 blev Michael B. Jordan for første gang lagt mærke til, da han spillede en birolle med Keanu Reeves i dramafilmen Hard Ball. Året efter spillede han en lille, men vigtig rolle i den første sæson af dramaserien The Wire. Fra 2003 til 2006 spillede han en rolle i serien All My Children. I 2009 fik han rollen som quarterbacken Vince Howard i dramaserien Friday Night Lights, en rolle han spillede i to år før serien blev taget af.
Han blev yderligere lagt mærke til da han fik rollen som Steve Montgomery i science fiction-filmen Chronicle (2012), som fik gode anmeldelser af filmanmeldere. I 2013 spillede han hovedrollen som Oscar Grant i Fruitvale Station, en film baseret på virkelige hændelser om en 22-åring som blev skudt uden tilladelse af en politimand, og som senere døde af skaderne. Han fik strålende anmeldelser for indsatsen i filmen.

## Udvalgt filmografi

### Film
- Black and White (1999) - Teen #2
- Hardball (en) (2001) - Jamal
- Blackout (2007) - C.J.
- Pastor Brown (2009) - Tariq Brown
- Red Tails (2012) - Maurice Wilson
- Chronicle (2012) - Steve Montgomery
- Hotel Noir (2012) - Leon
- Fruitvale Station (2013) - Oscar Grant
- Justice League: The Flashpoint Paradox (2013) - Cyborg (stemme)
- That Awkward Moment (2014) - Mikey
- Fantastic Four (2014) - Johnny Storm
- Creed (2015) - Adonis "Donnie" Johnson Creed
- Black panther (2018)

### TV
- The Sopranos (1999) - Rideland Kid (1 episode)
- Cosby (1999) - Michael (1 episode)
- The Wire (2002) - Wallace (13 episoder)
- All My Children (2003-2006) - Reggie Porter Montgomery (52 episoder)
- CSI: Crime Scene Investigation (2006) - Morris (1 episode)
- Without a Trace (2006) - Jesse Lewis (1 episode)
- Cold Case (2007) - Michael Carter (1 episode)
- Burn Notice (2009) - Corey Jensen (1 episode)
- The Assistants (2009) - Nate Warren (13 episoder)
- Bones (2009) - Perry Wilson (1 episode)
- Friday Night Lights (2009-2011) - Vince Howard (26 episoder)
- Law & Order: Criminal Intent (2010) - Danny Ford (1 episode)
- Lie to Me (2010-2011) - Key (2 episoder)
- Parenthood (2010-2011) - Alex (16 episoder)
- County (2012) - Travis (TV-film)
- House M.D. (2012) - Will Westwood (1 episode)